# اوتول
اوتول (به انگلیسی: Outwell) یک روستا و محله مدنی در بریتانیا است که در King's Lynn and West Norfolk واقع شده‌است. اوتول ۱۲٫۲۱ کیلومتر مربع مساحت و ۲٬۰۸۳ نفر جمعیت دارد.